# Lutra maculicollis
Lutra maculicollis (synonym Hydrictis maculicollis) är ett rovdjur i underfamiljen uttrar (Lutrinae) som förekommer i stora delar av västra, centrala och sydöstra Afrika.
Artepitet i det vetenskapliga namnet är bildat av de latinska orden macula (fläckig) och collis (hals).

## Utseende
Lutra maculicollis liknar främst den eurasiska uttern i utseende. Den har däremot många små vita fläckar på strupen. Arterna skiljer sig även i detaljer av kraniets konstruktion. Vuxna hanar är med en kroppslängd (huvud och bål) av 71 till 76 cm, en svanslängd av 39 till 44 cm och en vikt av cirka 6 kg större än honor som blir 57 till 61 cm långa (utan svans), med en 41 till 44cm lång svans och en vikt av ungefär 4,5 kg. Exemplar i fångenskap kan väga upp till 9 kg. Lutra maculicollis har 11 till 15 cm långa bakfötter och 1,7 till 2,0 cm stora öron. De klolösa uttrarna (Aonyx) som lever i samma region är med en vikt av 12 till 18 kg tydlig tyngre. Lutra maculicollis har dessutom klor vid händer och fötter samt fullständig simhud mellan fingrarna.
Liksom hos andra uttrar är arten kropp smal och svansen är vågrätt avplattad. Den chokladbruna till rödbruna pälsen består av underull och 15 till 20 mm långa täckhår. Utöver de vita fläckarna är hakan och underläppen vit. Några exemplar kan ha vita fläckar vid ljumsken. Artens tandformel är I 3/3, C 1/1, P 4/3, M 1/2, alltså 36 tänder i hela tanduppsättningen.

## Habitat
Arten vistas vanligen i små vattendrag men hittas ibland i större floder och även i insjöar. Den undviker däremot havet och brackvatten. I bergstrakter når den 2 500 meter över havet. Lutra maculicollis gömmer sig bakom gräs, buskar och annan vegetation när den vilar vid strandkanten.

## Bevarandestatus
Lutra maculicollis hotas främst av habitatförstörelse och föroreningar i vattnet. Den jagas i mindre skala för pälsens skull och ibland fastnar individer i fiskenät och drunknar. I vissa regioner introducerades främmande fiskar som inte äts av denna utter. Beståndet minskar men IUCN listar Lutra maculicollis fortfarande som livskraftig (LC).